# Senftenberg
Senftenberg, in basso sorabo Zły Komorow, è una città del Brandeburgo, in Germania.

È il capoluogo, e il centro maggiore, del circondario dell'Oberspreewald-Lusazia.
Senftenberg si fregia del titolo di "Media città di circondario" (Mittlere kreisangehörige Stadt).
Il territorio comunale è attraversato dal fiume Elster Nera.

## Storia
Nel 1933 fu attivo per pochi mesi il campo di concentramento di Senftenberg. Il 31 dicembre 2001 vennero aggregati alla città di Senftenberg i comuni di Brieske, Großkoschen, Hosena, Niemtsch e Peickwitz.

## Società

### Evoluzione demografica
- Sviluppo della popolazione dal 1875 entro gli attuali confini:
Linea Blu: Popolazione;
Linea puntata: Confronto dello sviluppo della popolazione dello stato del Brandenburgo;
Sfondo grigio: Ai tempi del governo nazista;
Sfondo rosso: Al tempo del governo comunista
- Sviluppo recente della popolazione (Linea blu) e previsioni

| Anno | Abitanti |
| ---- | -------- |
| 1875 | 6 972    |
| 1890 | 10 536   |
| 1910 | 24 024   |
| 1925 | 30 467   |
| 1939 | 31 032   |
| 1950 | 32 419   |
| 1964 | 36 687   |

| Anno | Abitanti |
| ---- | -------- |
| 1971 | 35 909   |
| 1981 | 39 589   |
| 1985 | 39 363   |
| 1990 | 36 894   |
| 1995 | 34 413   |
| 2000 | 31 374   |
| 2005 | 28 774   |

| Anno | Abitanti |
| ---- | -------- |
| 2010 | 26 530   |
| 2015 | 24 625   |
| 2016 | 24 773   |
| 2017 | 24 558   |
| 2018 | 24 275   |
| 2019 | 23 895   |
| 2020 | 23 371   |

Fonti dei dati sono nel dettaglio nelle Wikimedia Commons..

## Geografia antropica

### Suddivisioni amministrative
Senftenberg si divide in 7 zone, corrispondenti all'area urbana e a 6 frazioni (Ortsteil):
- Senftenberg (area urbana)
- Brieske
- Großkoschen, con la località:
  - Kleinkoschen
- Hosena
- Niemtsch
- Peickwitz
- Sedlitz

## Amministrazione

### Gemellaggi
Senftenberg è gemellata con:
- Püttlingen, dal 1989
- Nowa Sól, dal 1992
- Senftenberg, dal 1993
- Saint-Michel-sur-Orge, dal 1996
- Veszprém, dal 1996
- Žamberk, dal 1996
- Fresagrandinaria, dal 2003
- Ber, dal 2014